# Territori Militar de Zinder
El Territori Militar de Zinder fou una regió de l'Àfrica occidental sota domini francès, en el que avui dia és el Níger.
Els territoris entre el riu Níger i el llac Txad es van anar sotmetent pels francesos des de Dori a la moderna Burkina Faso. La missió Voulet-Chanoine parcialment i després la missió Joalland-Meynier, van assegurar abans de 1899 l'establiment de posicions franceses que asseguraven l'enllaç entre el riu Níger i el llac Txad. El 17 d'octubre de 1899 la colònia del Sudan Francès fou suprimida i amb efectes de 1 de gener de 1900 els cercles de Tombouctou, Sumpi, Bamba, Gao i Zinder foren constituïts en el Primer Territori Militar; els cercles de Koutiala, Sikasso, Bobo-Dioluasso, Koury, Diébougou (Lobi), i les residències de Mossi i Gourounsi foren constituïts en el Segon Territori Militar.
El període de domini a la manera de protectorat en la regió entre el Níger i el Txad fou molt breu i el 20 de novembre de 1900 un decret creava el Tercer Territori Militar amb capital a Zinder, territori que englobava la zona entre el Níger i el Txad, no estant delimitat pel nord i tenint al sud les possessions britàniques.
Per Decret de 26 de desembre de 1904 el territori va agafar el nom de Territori Militar del Níger i la capital es va traslladar a Niamey. En tot cas el 1904 el territori fou agregat a la colònia de l'Alt Senegal i Níger.

## Comandants
- 1900 - 1901 Étienne Péroz
- 1901 - 1902 Henri Joseph Eugène Gouraud
- 1902 - 1903 François Marie Noël
- 1903 - 1906 Joseph Gauderique Aymerich